# Dugan (Mondkrater)
Dugan ist ein Einschlagkrater auf der Mondrückseite.
Dugan liegt im Norden der erdabgewandten Seite und ist nur bei günstiger Libration von der Erde aus zu sehen. Er liegt zwischen Compton im Süden, Belʹkovich im Westen und Schwarzschild in nordöstlicher Richtung.
Der Krater ist stark erodiert und entsprechend alt, seine Entstehungszeit wird der nektarischen Periode zugerechnet.
Im Kraterinneren findet sich ein Zentralberg der Höhe 1,33 km.
Dugan hat zwei Nebenkrater:
| Buchstabe | Position            | Durchmesser | Link |
| --------- | ------------------- | ----------- | ---- |
| J         | 61,44° N, 107,87° O | 13 km       |      |
| X         | 67,83° N, 98,13° O  | 14 km       |      |

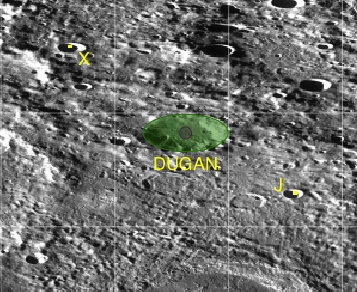
Dugan mit seinen Nebenkratern

Der Krater wurde 1970 von der IAU offiziell nach dem US-amerikanischen Astronomen Raymond Smith Dugan benannt.

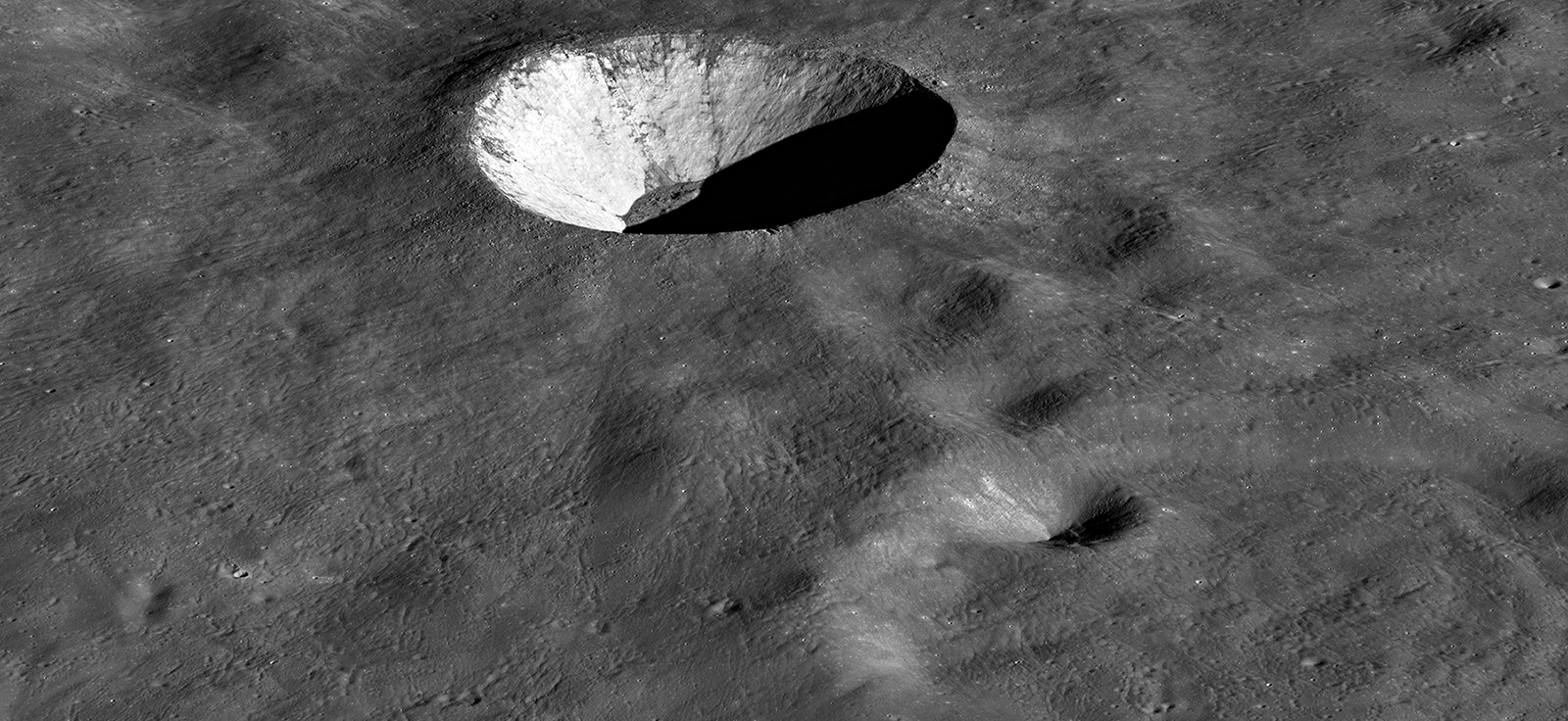
Dugan J (Lunar Reconnaissance Orbiter)

## Dugan J
Südöstlich von Dugan und nordöstlich von Compton liegt der Nebenkrater Dugan J. Hiebei handelt es sich um einen sehr jungen Krater, der die dafür typischen Merkmale aufweist. Die Kraterwände haben eine hohe Albedo und ihr Neigungswinkel liegt in der Nähe des Reibungswinkels, der auf dem Mond zirka 30° beträgt. Der Höhenunterschied zwischen Kraterrand und Kraterboden liegt bei etwa 2,61 km.